# Auberge du Vieux Puits
L'Auberge du Vieux Puits est un restaurant situé à Fontjoncouse (Aude).
Il est classé 5 toques au guide Gault et Millau 2009, 3 étoiles au guide Michelin 2010 et « meilleur restaurant gastronomique du monde » par TripAdvisor en 2020 (sur la base des avis laissés par ses clients).

## Description
L'auberge du Vieux Puits se situe à Fontjoncouse, un village de 140 habitants dans les Hautes Corbières. 
Elle est tenue depuis 1992 par le chef Gilles Goujon et son épouse Marie-Christine. Avec ses 45 salariés, l'auberge est la plus grosse entreprise privée du canton et fait vivre tout un réseau de producteurs locaux.
Le plat emblématique du restaurant est l’œuf « pourri » de truffe melanosporum.

## Distinctions
Gilles Goujon acquiert sa première étoile en 1997 puis la troisième en 2010.
Le guide Michelin salue une cuisine créative « précis[e] et affirmé[e], soigné[e] et généreu[se], jamais dans l’esbroufe : l’excellence, tout simplement. ». Le Gault et Millau souligne une cuisine « singulière et consensuelle à la fois ».
En 2020, l'application Tripadvisor nomme l'Auberge du Vieux Puits « meilleur restaurant gastronomique du monde » sur la base des avis élogieux laissés par ses clients.